# Jakob Rosenhain

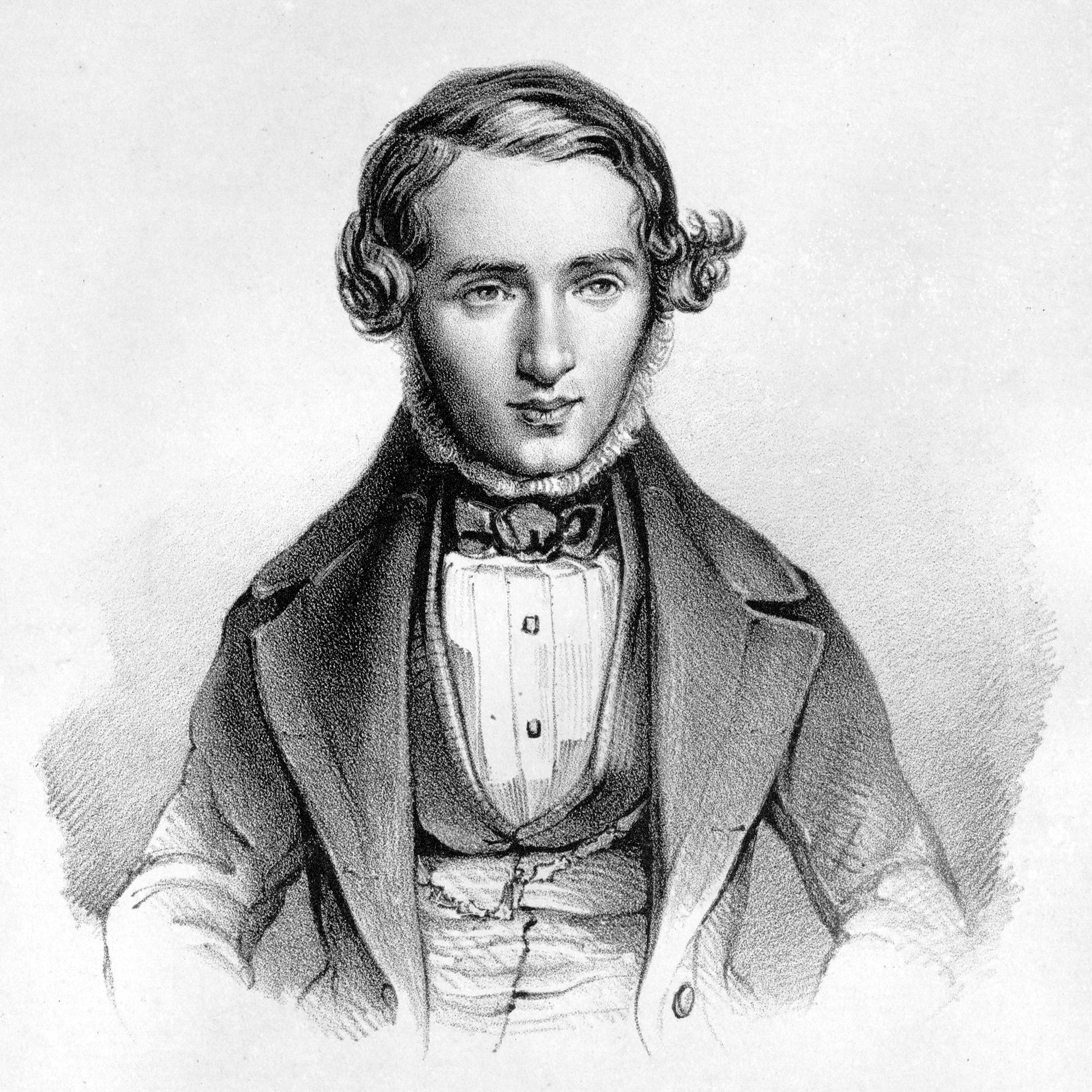
Jakob Rosenhain.

Jakob (Jacques) Rosenhain, född 2 december 1813 i Mannheim, död 21 mars 1894 i Baden-Baden, var en tysk pianist och tonsättare.
Rosenhain var lärjunge till Jakob Schmitt, Jan Kalivoda och Franz Xaver Schnyder von Wartensee. Han företog betydande konsertresor, bland annat till London, bodde först en längre tid i Frankfurt am Main, därefter i Paris, där han gav kammarmusikkonserter tillsammans med Delphin Alard, Heinrich Wilhelm Ernst och andra framstående musiker och stiftade en musikskola tillsammans med Johann Baptist Cramer; 1870 bosatte han sig i Baden-Baden. Han skrev fyra operor, tre symfonier, kammarmusik, pianostycken och sånger.